# 양채영
양채영(본명 양재형 1935년 11월 22일 ~ 2018년 9월 15일)은 대한민국의 시인이다. 1963년 충청일보 신춘문예 시부문에서 수상했으며 시인 1966년 월간 '시문학'지에 김춘수 시인의 추천으로 등단했다. 현재까지 왕성한 활동을 계속하고 있다. 그의 시는 풀꽃과도 같이 순수하고 소소한 세계를 담아, 힘겨운 나날에도 굴하지 않고 희망을 품을 것을 격려한다.

## 작품활동
- 선(善) · 그 눈 (1977년)
- 은 사시나무잎 흔들리는 (1984년)
- 지상의 풀꽃 (1994년)
- 한림으로 가는 길 (1996년)
- 그리운 섬아 (1999년)
- 그 푸르른 댓잎 (2000년)
- 노새야 (2003년)
- 지상은 숲이 있어 깊고 푸르다 (2006년)
- 개화 (2009년)
- 풀꽃에게 말을 걸다 (2010년)

## 수상
- 충청일보 신춘문예 시부문 (1963년)
- 제3회 도천문학상 (1985년)
- 제1회 충주시문화상 (1992년)
- 제33회 한국문학상 (1996년)
- 제2회 충북문학상 (1997년)
- 국민훈장 동백장 (1999년)
- 제6회 충청북도 도민대상 문학부문 (2001년)
- 제4회 한국글사랑문학상 대상 (2004년)
- 제3회 시인들이 뽑는 시인상 (2004년)
- 제1회 화백문학상 한국시문학부문 수상 (2011년)